# 시누예

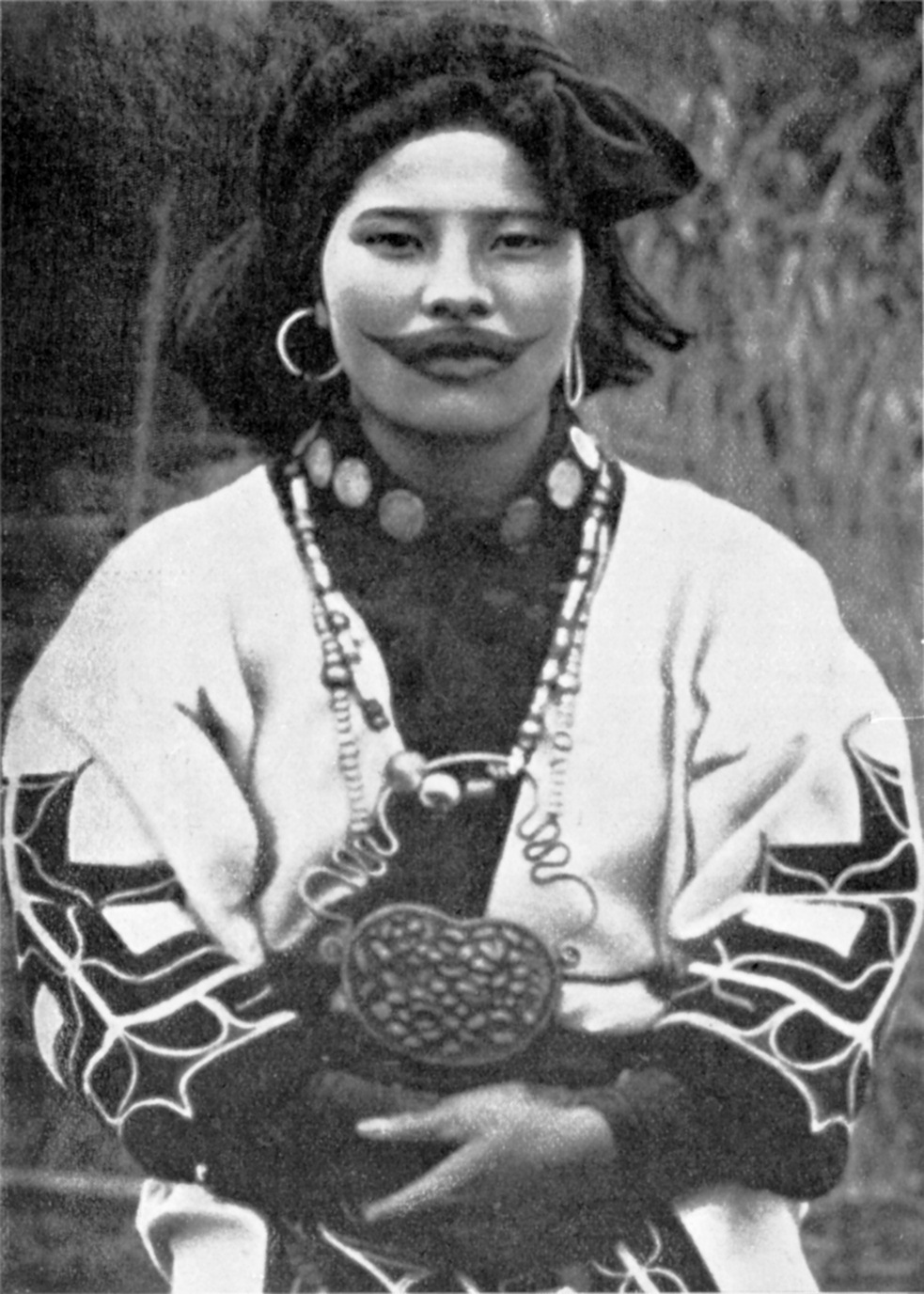
시누예를 한 아이누 여성(1910년)

시누예(아이누어: sinuye)는 아이누어에서 문신을 의미하는 단어이다. 시누예(sinuye)는 '쓰다', '조각하다' 등을 의미하는 누예(nuye)에 재귀 접두사인 시(si-)가 붙은 것이다. 문신(하다)을 가리켜 단순히 누예(nuye)라고도 할 수 있다. 시누에(シヌエ) 또는 누에(ヌエ)라고도 표기한다. 또한 근세에는 일본어 "화장"에서 유래한 게쇼(일본어: 化粧)라는 말로도 불렸다.

## 습속

### 지역, 남녀의 차이

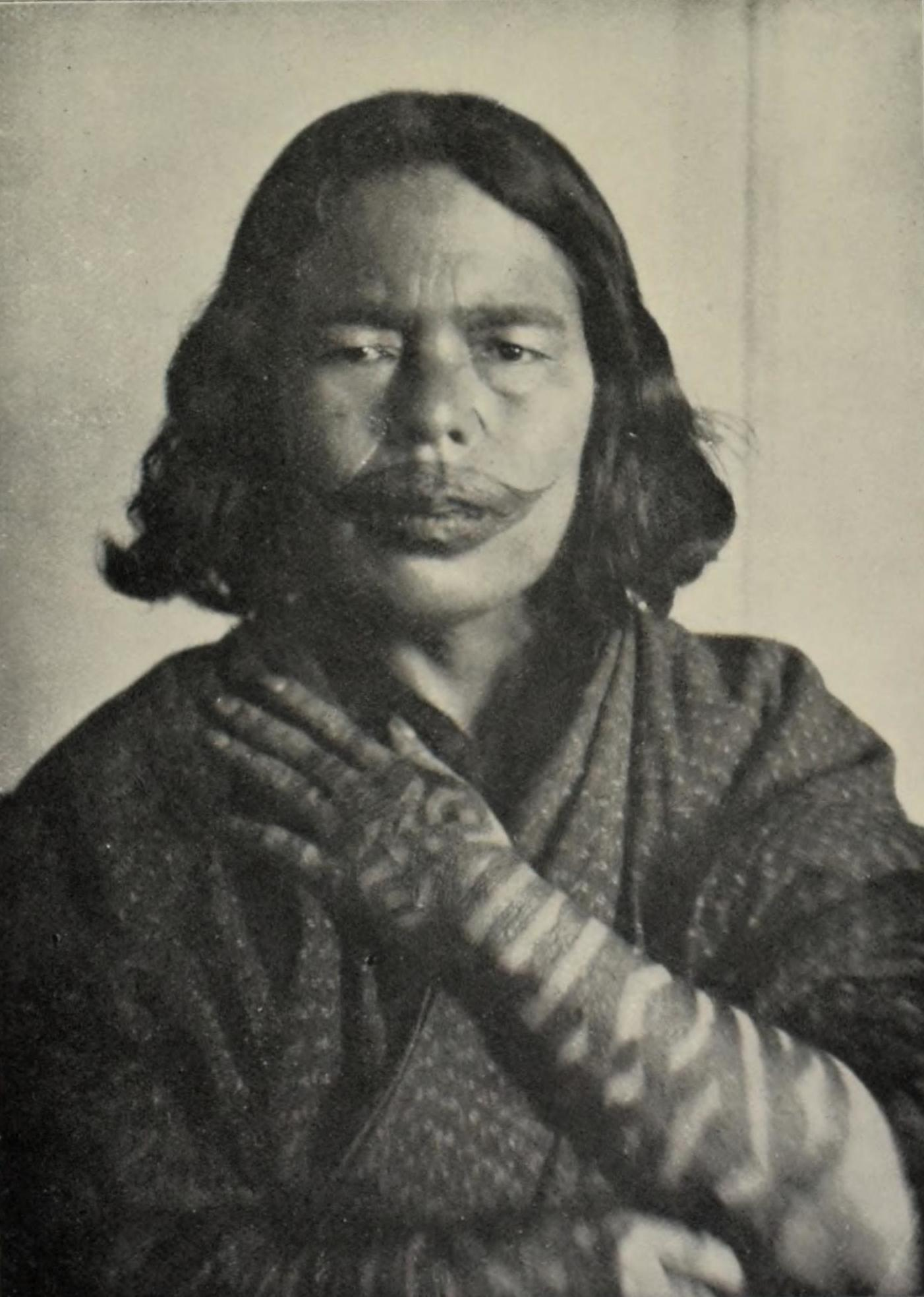
팔과 얼굴의 시누예

아이누족에게 시누예는 일반적으로 여성의 습속이다. 1888년에 실시된 쓰보이 쇼고로와 고가네이 요시키요의 조사에 따르면, 입 주위, 아래팔, 손등의 문신 풍습은 홋카이도 전역에서 볼 수 있는 것이며, 분화만 주변에서는 미간에도 문신을 새긴다. 입 주위에 새기는 문신은 지역마다 미묘한 차이가 있어서, 이부리국, 히다카국에서는 문신의 가로 양끝이 볼까지 이르지만, 도카치 지방에서는 상하 부분이 두껍고 가로는 볼까지 이르지 않는다. 오호츠크해 연안의 기타미 지방에서는 입 주위만 염색한다. 입의 문신은 북쪽으로 갈수록 작아지며, 가라후토 아이누 여성은 윗입술과 아랫입술의 중앙에만 문신을 하고, 입 주위 전체에 하는 것은 사회적 지위가 높은 여성뿐이었다. 여성의 것보다는 일반적이지 않지만, 남성도 드물게 주술적 목적으로 하는 경우도 있었다. 예를 들어 1937년경, 굿샤로호 연안의 한 노인은 활 기술의 향상을 기원하며, 왼손의 엄지와 검지 사이에 삼각형으로 문신을 했다고 한다. 스테판 크라셰니니코프의 보고에 따르면, 옛 북쿠릴열도에서는 남녀를 불문하고 문신의 습속이 있었다고 한다. 시누예를 하는 이유로는 단순한 장식이라는 설이 가장 유력하지만, 그 외에도 종교적, 주술적 목적이 존재함을 부정할 수 없다.

### 시술 방법
문신을 하는 연령은 제각각이지만, 사춘기 이전에 시작하는 경우가 많고, 20세 전후에는 대체로 완성된다. 되도록 어릴 때 시술하면 피부가 부드러워 염료가 피부에 잘 스며든다고 한다. 시술은 대부분의 경우, 각각의 코탄(집락)에 몇 명 정도 있었던 숙련된 노파에 의해 이루어졌다. 대체로 입 주위의 문신은 결혼 전까지 완성하는 것이지만, 손과 팔에 관해서는 그렇지 않다. 시라오이군을 예로 들면, 8~9세, 늦어도 11세경에 최초의 문신을 윗입술과 아랫입술의 일부에 하고, 수년 후에 입 주위 전체로 확대하여 완성하고 결혼 적령기를 맞이한다. 그리고 결혼 후에 얼굴의 눈썹과 눈썹 사이를 문신으로 이어붙이면서, 손목에서 전완에 걸쳐 기하학 문양의 문신을 수년에 걸쳐 했다. 입술에 하는 문신은 어린 시절에 하기 때문에, 고통에 울부짖는 여아를 붙잡는 담당자도 필요했다고 한다.
문신은 봄이나 가을의 기후가 좋을 때, 비 등으로 바깥일을 할 수 없을 때 시술되었다. 여름철은 상처에 고름이 생길 우려가 있고, 한랭기는 상처에 추위가 스며들어 아프기 때문에 피했다. 존 배철러의 보고에 따르면, 아이누는 문신을 시술하기 위해 자작나무나 물푸레나무의 나무껍질, 또는 쑥잎을 백화나무 나무껍질을 태우는 불로 달여서 "약액"을 만들고, 동시에 약액을 달이는 냄비 밑바닥에 그을음을 묻힌다. 만들어진 약액으로 피부를 닦아 깨끗이 하고, 작은 칼로 피부에 상처를 내어, 그 상처에 냄비 밑바닥의 그을음을 문지르고, 약액으로 상처를 씻어 깨끗이 하여 소독한다. 상처가 나으면 문신이 완성된다고 한다. 문신용 그을음이나 약액을 만들기 위한 냄비는 미리 꼼꼼히 씻고, 열원의 불은 일상의 취사나 난방용 불과는 별도의 장소에서 재를 새로 하여 피우는 것이었다. 지역이나 보고자에 따른 차이는 존재하지만, 칼날로 피부를 상처 내어 그을음을 문지르고, 식물의 끓인 물로 처치한다는 대략적인 흐름에는 차이가 없다. 시라오이 지방에서는 남염 천을 끓여서 얻은 물을, 그을음과 함께 염료로 사용했다. 가라후토에서는 자작나무의 그을음을 청어 기름으로 반죽하여 염료로 사용했다. 또한 아널드 헨리 새비지 랜도어는 그을음 외에 살오징어 먹물도 사용되었음을 기록하고 있다. 배철러는 도카치 지방에서 문신을 안치피리(아이누어: anchipiri, 흑요석의 상처)라고 부르는 것을 기록하고 있으며, 옛날에는 흑요석(아이누어: acni)의 파편을 사용하여 피부에 상처를 냈을 것이라고 추측하고 있다.

## 역사

### 기원
아이누는 오랫동안 무문자 사회였기 때문에, 시누예를 비롯하여 그 문화의 기원을 추적하기는 어렵다. 요시오카 이쿠오는 근세에는 이미 홋카이도 오지나 북쿠릴열도와 같은 지역을 포함해 널리 문신의 풍습이 있었던 것으로 보아, 적어도 그 이전으로 거슬러 올라갈 수 있는 관습일 것이라고 논하고 있다. 오시마반도의 조보나이노 유적에서 발견된 토우에는 아래턱에 자돌문이 있는 것이 있어, 이것이 문신을 나타내고 있을 가능성도 있다. 《일본서기》에는 다케우치노 스쿠네가 게이코 천황에게 "히타카미국"의 에미시에는 남녀 모두 문신의 풍습이 있다고 상주하는 기술이 있다. 이러한 에미시의 풍습과 아이누의 문신 풍습은 관련이 있을 수 있다.
시누예의 발생에 얽힌 전승으로는 "동굴 거주 민족(코로폭쿠르)에게서 배운 것이다"라는 것, 반대로 "아이누가 동굴 거주 민족과 자신을 구별하기 위해 시작한 것이다"라는 것, "아에오이나 신(오키쿠루미 신)의 자매에게서 배운 것이다"라는 것 등이 수집되어 있다. 호로베쓰군에서는 "문신을 하지 않은 처녀는 사후에 까마귀로 환생한다", 시라오이에서는 "문신을 하지 않은 채로 죽으면 신의 심판을 받아 대나무 조각으로 문신을 당해 고통받는다"는 전승이 있었다. 그 때문에 문신이 없는 처녀가 죽었을 때는 얼굴에 먹으로 문신을 그려서 장사지냈다고 한다.
"문신은 코로폭쿠르 기원"이라는 전승에 대해, 쓰보이 쇼고로 등은 "코로폭쿠르는 아이누 이전의 선주 민족이었다"고 주장하고, 검면토우(黥面土偶)의 존재는 그 증거라고 논했다. 도리이 류조는 코로폭쿠르 전설이 홋카이도, 남쿠릴열도에는 존재하는 한편, 북쿠릴열도에는 존재하지 않는다고 보고하고 있다. 도리이는 축치인이나 유픽족 등의 북방 민족에 존재하는 문신의 습속에 대해, 그 분포로 보아 아마도 아이누에서 유래한 것일 것이라고 주장하고 있다.

### 근세

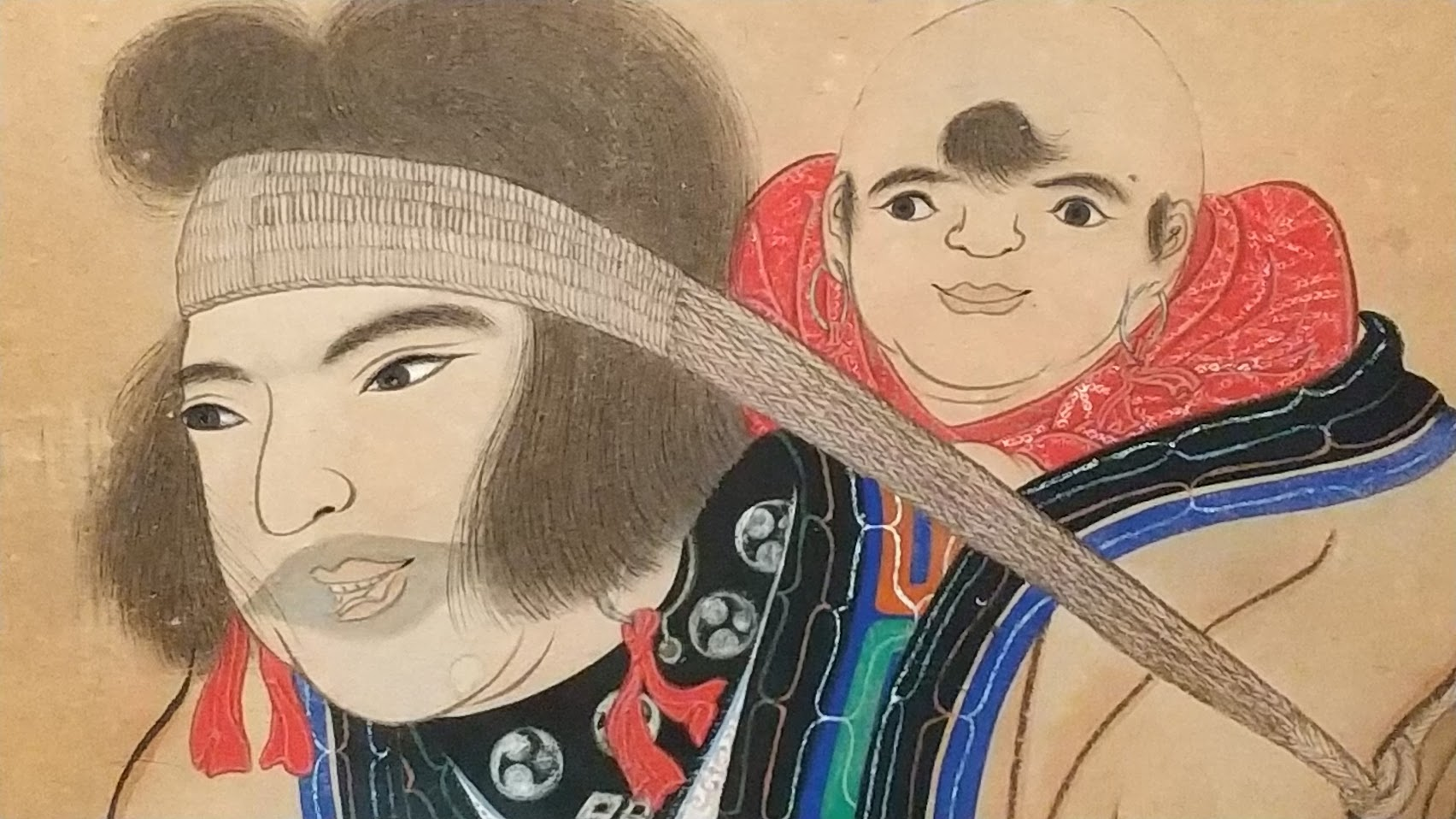
히라사와 뵤잔의 《아이누 풍속도》(アイヌ風俗図, 부분)

아이누의 문신 풍습을 기록한 가장 오래된 문헌 자료는 이탈리아인 선교사인 지롤라모 데 안젤리스의 1616년 및 1621년 에조 여행의 기록이며, "부인은 그 입술에 청색을 칠하고, 손의 피부에 같은 색의 다섯 내지 여섯 개의 고리를 그린다"고 기록되어 있다. 또한 마르턴 헤리츠존 프리스는 1642년의 앗케시에서, 아이누 사이에 입술과 눈썹에 문신을 하는 풍습이 있었다고 기록하고 있다. 화인에 의한 기록으로는 1681년의 《에조시마키》(蝦夷島記)가 오래되었고, "입술에 파고들어 닷치우(タッチウ)라고 하는 나무껍질을 태워서, 그 먹을 입술에 발라 검게 하는 것이다"라고 되어 있다.
1712년의 《에조야와》(蝦夷藪話)에는 에토로후섬의, 1740년의 게오르크 슈텔러와 스테판 크라셰니니코프의 보고에는 북쿠릴열도의 문신 습속이 게재되는 한편, 1787년에는 라 페루즈에 의해 가라후토 아이누에게 문신의 관습이 있다고 기록되어 있다. 1796년에는 영국인 탐험가인 윌리엄 로버트 브로턴이 분화만 연안의 아이누 취락을 방문하여 시누예를 그림으로 나타내고 있다. 에도 막부는 아이누의 시누예에 대해 1799년, 1855년, 1858년의 3차례에 걸쳐 금령(禁令)을 내렸다. 하지만 이러한 금령은 별로 철저히 시행되지 않아 문신의 관습이 쇠퇴하지는 않았다.

### 근현대

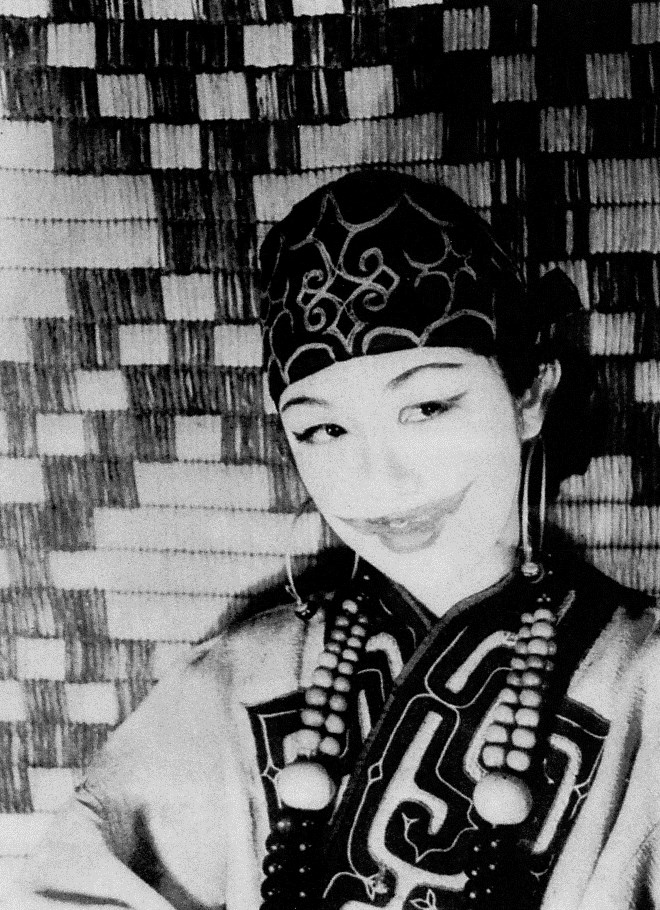
1950년대 아이누 여인

1871년, 개척사는 앞으로 태어날 여자에 대해 문신을 규제하는 취지의 포고를 발했다. 그 후에도 시누예의 풍습은 곧바로 단절된 것은 아니어서, 이사벨라 버드는 1878년의 히다카 지방에서 5세 정도의 소녀가 문신을 하는 모습을 기록하고 있다. 다만 고다마 사쿠자에몬 및 그의 제자인 마쓰노 마사히코, 다가와 히로코가 조사한 바에 따르면, 아이누의 문신 관습은 메이지 30년대경을 마지막으로 사라진 것 같다. 다이쇼 시대, 시라오이군의 우체국에 근무하면서 아이누 문화를 연구한 미쓰오카 신이치는 1923년의 시라오이 지방에서는 40세 정도의 아이누 여성은 1회째의 시술만 하고, 더 이상 문신을 추가한 흔적이 보이지 않는 현상을 듣고 보며 "내지인과의 잡거 상태에 있는 시라오이에서조차 메이지 35, 6년경까지 행해졌다"고 말하고 있다.
문신 규제가 시행되고, 더욱이 아이누 문화권의 화인 인구가 증가함에 따라, 시누예는 화인뿐만 아니라 아이누 사이에서조차 이질적인 것으로 취급되게 되었다. 미쓰오카는 다이쇼 시대 후기에 25세였던 히다카 출신의 여성이 화인과의 교제에 입의 시누예가 방해가 된다며 고민하는 자리에 조우하고 있다. 이시하라 마이는 1904년에 포피포이코탄(현: 비라토리정 아자니오이)에서 태어난 자신의 증조모가 버스로 비라토리 시가에 있는 할머니의 집에 향할 때, 시누예를 숨기기 위해 "흰 삼각건을 얼굴 깊이 가리고 아래를 향하고 있었다"고 말하며, 시누예라는 "절대적 가시성을 가진 상징"은 "증조모들과 그 자녀들이나 손자들 사이에 절대적인 정신적 분단을 가져오는 스티그마"로 기능했다고 논하고 있다. 또한 아사히카와 아이누의 우두머리였던 가와무라 가네토의 손녀이며, 아이누의 아티스트로도 활동하는 하치야 마이(마윤키키)에 따르면, 그녀의 어머니 시대에는 시누예가 있어서 손자의 운동회에 가지 못한 자나, 마스크로 시누예를 숨기는 자가 있었다고 한다. 1945년 혼베쓰정 출신의 야마모토 에이코에 따르면, 당시의 혼베쓰에서는 3명이 시누예를 하고 있었으며, 같은 곳에서는 특별히 그것을 숨기는 사람도 없었다고 한다. 또한 인터뷰어인 마윤키키에 따르면, 아사히카와시에서는 관광 수요에 부응하는 형태로 페이스페인팅으로 시누예를 재현하는 자도 있었다고 한다.

## 참고문헌
- アイヌ文化保存対策協議会 (1969년 3월 25일). 《アイヌ民族誌　上》. 第一法規出版. ASIN B000J9FZ8E.
- 満岡伸一 (1991년 8월 1일). 《アイヌの足跡》. アイヌ民族博物館. ASIN B0092MA1LK.
- 石原真衣 (2018년 3월 31일). “沈黙を問う : 「サイレント・アイヌ」というもうひとつの先住民問題”. 《北方人文研究》 (北海道大学大学院文学研究科北方研究教育センター) 11: 3–21. ISSN 1882-773X.
- 設楽博己 (2020). 《顔の考古学: 異形の精神史》. 歴史文化ライブラリー 514. 吉川弘文館. ISBN 978-4642059145.
- 大貫恵美子 (2020년 12월 20일). 《樺太アイヌ民族誌》. 青土社. ISBN 978-4791773299.
- 吉岡郁夫 (2021년 7월 27일). 《いれずみ(文身)の人類学》. 雄山閣. ISBN 978-4639027836.

## 같이 보기
- 이레즈미
- 하지치 - 류큐 제도의 문신